# Прилуцька міська рада
Прилу́цька міська́ ра́да — орган місцевого самоврядування в Чернігівській області. Адміністративний центр — місто обласного значення Прилуки.

## Загальні відомості
- Територія ради: 40 км²
- Населення ради: 58 456 осіб (станом на 1 січня 2013 року)
- Територією ради протікає Річка Удай.

## Населені пункти
Міській раді підпорядковані населені пункти:
- м. Прилуки

## Склад ради
Рада складається з 34 депутатів та голови.
- Голова ради: Попенко Ольга Михайлівна
- Секретар ради: Гоголь Роман Олександрович

### Керівний склад попередніх скликань
| ПІБ                       | Основні відомості                                                                                                   | Дата обрання | Дата звільнення |
| ------------------------- | --- | ------------ | --------------- |
| Беркут Юрій Володимирович | Міський голова, 1963 року народження, освіта вища, член Соціалістичної партії України                               | 26.03.2006   | 31.10.2010      |
| Беркут Юрій Володимирович | Міський голова, 1963 року народження, освіта вища, безпартійний                                                     | 31.10.2010   | 23.02.2014      |
| Барнаш Дмитро Васильович  | Міський голова, 1976 року народження, освіта вища, член Всеукраїнського об'єднання «Свобода»                        | 25.05.2014   | 25.10.2015      |
| Попенко Ольга Михайлівна  | директор Прилуцького гуманітарно-педагогічного коледу ім. І. Франка, 1960 року народження, освіта вища, безпартійна | 25.10.2015   | 25.10.2020      |
| Попенко Ольга Михайлівна  | Міський голова, 1960 року народження, освіта вища, член Всеукраїнського об'єднання «Батьківщина»                    | 25.10.2020   |                 |

Примітка: таблиця складена за даними джерела

### Депутати
За результатами місцевих виборів 2020 року депутатами ради стали

#### За суб'єктами висування
| Суб'єкт висування                      | Кількість обраних депутатів | %     |
| -------------------------------------- | --------------------------- | ----- |
| Політична партія "Рідний дім"          | 7                           | 16.67 |
| Всеукраїнське об'єднання “Батьківщина“ | 7                           | 16.67 |
| Політична партія "За Майбутнє"         | 6                           | 14.29 |
| Політична партія "Слуга народу"        | 6                           | 14.29 |
| Радикальна партія Олега Ляшка          | 5                           | 11.90 |
| "Європейська Солідарність"             | 4                           | 9.52  |
| Політична партія "Наш край"            | 4                           | 9.52  |
| "Опозиційна платформа - За життя"      | 3                           | 7.14  |